# Loxosceles hirsuta
Loxosceles hirsuta là một loài nhện trong họ Sicariidae.
Loài này thuộc chi Loxosceles. Loxosceles hirsuta được miêu tả năm 1931 bởi Cândido Firmino de Mello-Leitão.